# کرت وینسنت توماس
کرت وینسنت توماس (انگلیسی: Kurt Thomas؛ زادهٔ ۴ اکتبر ۱۹۷۲) بازیکن بسکتبال اهل ایالات متحده آمریکا است.

## حرفه
از باشگاه‌هایی که در آن بازی کرده‌است می‌توان به پورتلند تریل بلیزرز، دالاس ماوریکس، شیکاگو بولز، میامی هیت، سیاتل سوپرسانیکس، میلواکی باکس، فینیکس سانز، نیویورک نیکس، و سن آنتونیو اسپرز اشاره کرد.